# アート (企業)
株式会社アートは東京都品川区東五反田に本社を置く、各種建築物の出入管理システムおよび統合管理システムの開発、設計、製造、販売を手がける企業。

## 概要
- 1976年に創業。「セキュリティ」という言葉が広く認知されていなかった当時から、出入管理システムの重要性に着目し、先進技術を取り入れながらセキュリティ分野におけるシステム開発を行ってきた[2][3]。
- デジタルテンキー、ICカードシステム、生体認証などを用いた防犯用の製品を開発し、大手企業や官公庁にも多く導入されている[4]。
- スローガンは「FRIENDLY＆AMENITY by ART」[5]。

## 沿革

### 社業
- 1976年1月14日、資本金700万円にて会社設立。大阪市に本社を置き、東京営業所・名古屋出張所を開設。
- 1977年8月、増資により資本金を1,300万円とする。
- 1979年11月、福岡市に出張所を開設。
- 1982年3月、名古屋出張所を営業所とする。
- 1985年12月、増資により資本金2,000万円とする。
- 1986年4月、大阪中小企業投資育成株式会社の投資を受け、資本金を4,000万円とする。9月、東京本社を開設。11月、札幌市に出張所を開設。
- 1987年4月、広島市に出張所を開設。
- 1989年6月、川崎市に技術センターを開設。増資により資本金を4,800万円とする。11月、増資により資本金を7,200万円とする。
- 1998年9月、増資により資本金9,700万円とする。
- 2000年5月、メンテナンス部門を独立させ、施工・メンテナンス・保守サービスを行うアートサービス有限会社（現株式会社）を設立[6]。
- 2003年8月1日、新設会社分割により東京都品川区にて新発足（資本金4,236万円）。
- 2008年5月、仙台市に出張所を開設。
- 2017年1月、株式会社アイ・エス・ビーのグループ会社となる。[7]

### 製品・サービスの歴史
- 1976年1月14日創業。金物・建材を中心として販売を開始する。
- 1977年、鍵の代わりにカードを使うシステム「マグレス・カードロック」を発売。
- 1979年、扉の鍵をテンキーで解錠するシステム「マイコンテンキー」を発売。
- 1980年、非接触型カード「マグレスカード」をもとにカードロック装置を制作し、出入管理装置へと発展させる。
- 1983年、出入管理装置1号機となる「マグレスカード出入管理 MC-1500シリーズ」を発売。
- 1984年、鍵を保管しカードまたはテンキーで取り出す装置「キーホールドボックス」を発売。
- 1986年、パソコンで集中管理できる「磁気カード出入管理システム」を発売。汎用タイプの「電気錠制御盤BAN-Uシリーズ」を発売。大阪市立大学と産学連携で顔照合の研究を行う。
- 1988年、オランダのネダップ社より非接触式XS カードを輸入、出入管理システムに採用した。「デジタルテンキーTC-3810」を発売。
- 1991年、「出入管理システムSECURiNETシリーズ」を発売。「多回線電気錠制御盤BAN-F/Nシリーズ」を発売。
- 1993年、「1回線電気錠制御盤C-U01」を発売。
- 1994年、大学や公共図書館向けに、OEMとしてセキュリティゲートを開発。「デジタルテンキーTC-3820」を発売。
- 1997年、生体認証の「指紋照合装置F-7100」を発売。
- 1998年、「出入管理システムV-LINEシリーズ」を発売。MIFAREに対応する「非接触式カードVM-10」を発売。
- 2002年、株式会社ソニーのパートナー企業として、FeliCaに対応する「非接触式カードリーダーVL-10」を発売。
- 2003年、「デジタルテンキーT-3830」を発売。
- 2009年、「出入管理システムW-LINEシリーズ」を発売。
- 2017年11月、クラウド型入退室管理システム「ALLIGATE（アリゲイト）」をリリース。
- 2018年9月1日、「EasyPass」カードリーダーをリリース。一般財団法人建設業振興基金が構築する建設キャリアアップシステム対応業務を開始[8]。
- 2019年3月27日、「EasyPass」が建設キャリアアップシステム「就業履歴データ登録標準API連携認定システム」に認定される[9]。
- 2020年5月1日、非接触で体温測定を行うAI搭載サーマルカメラを発売開始[10]。
- 2021年5月、ニューノーマルな時代に向けた、セキュリティシステム関連商品を提供するブランド「ZENESQUE（ゼネスク）」をリリース。
- 2022年4月、Suicaと顔認証に対応した入退室管理システム「X-LINE（エックスライン）」発売[11]。5月、セキュリティに関する情報を発信するメディア「SECURITY MEDIA（セキュリティメディア）」をリリース[12][13]。

## 事業内容
- 各種建築物の出入管理システム及び統合管理システムの開発、各種装置の設計及び製造販売・施工およびサービス業務
- 介護用システム機器の製造販売・施工及びサービス業務
- 建築金物及び建築設備資材の販売・施工

## 主な製品・サービス
- ZENESQUE（セキュリティシステム関連製品を提供するブランド）
- ALLIGATE（クラウド型入退室管理システム）
- SECURITY MEDIA（セキュリティに関する情報を発信するメディア）
- EasyPassカードリーダー（建設キャリアアップシステム）

## 受賞歴
- ASPIC「IoT・AI・クラウドアワード2019」IoT部門準グランプリ（ALLIGATE）[14]
- ASPIC「IoT・AI・クラウドアワード 2021」 IoT 部⾨「ニュービジネスモデル賞」（Suica スマートロック- 株式会社アートとJR東日本メカトロニクス株式会社による共同開発）[15]

## 事業所

### 本社
東京都品川区東五反田1-25-11 五反田一丁目イーストビル

### 本社営業部
神奈川県川崎市中原区市ノ坪322-7

### 西日本支店
大阪府大阪市中央区内平野町1-4-5 美和ビル5F

### 中部支店
愛知県名古屋市千種区内山3-29-10 千種AMビル7F

### 札幌出張所
北海道札幌市北区北10条西4-1-19 楠本第10ビル

### 仙台出張所
宮城県仙台市青葉区一番町1-1-30 南町通有楽館ビル5F

### 広島出張所
広島県広島市東区光町2-9-27 ユーペック光町ビル2F

### 福岡出張所
福岡県福岡市中央区舞鶴1-5-6 SKビル4F

### アートサービス株式会社
川崎本社 神奈川県川崎市中原区市ノ坪322-7

## 関連企業
- 株式会社アイ・エス・ビー
- 株式会社アイ・エス・ビー東北
- ISB Vietnam Company Limited
- 株式会社テイクス
- コンピューターハウス株式会社
- 株式会社スリーエス
- 株式会社エス・エム・シー
- ノックスデータ株式会社[16]